# Łady (Gmina Iłów)
Pour les articles homonymes, voir Łady.
Łady  [ˈwadɨ] est un village polonais de la gmina d'Iłów dans le powiat de Sochaczew et dans la voïvodie de Mazovie.
Il se situe à environ 5 kilomètres au sud-est d'Iłów, à 19 kilomètres au nord-ouest de Sochaczew et à 65 kilomètres à l'ouest de Varsovie.